# Bikszárdy Vince

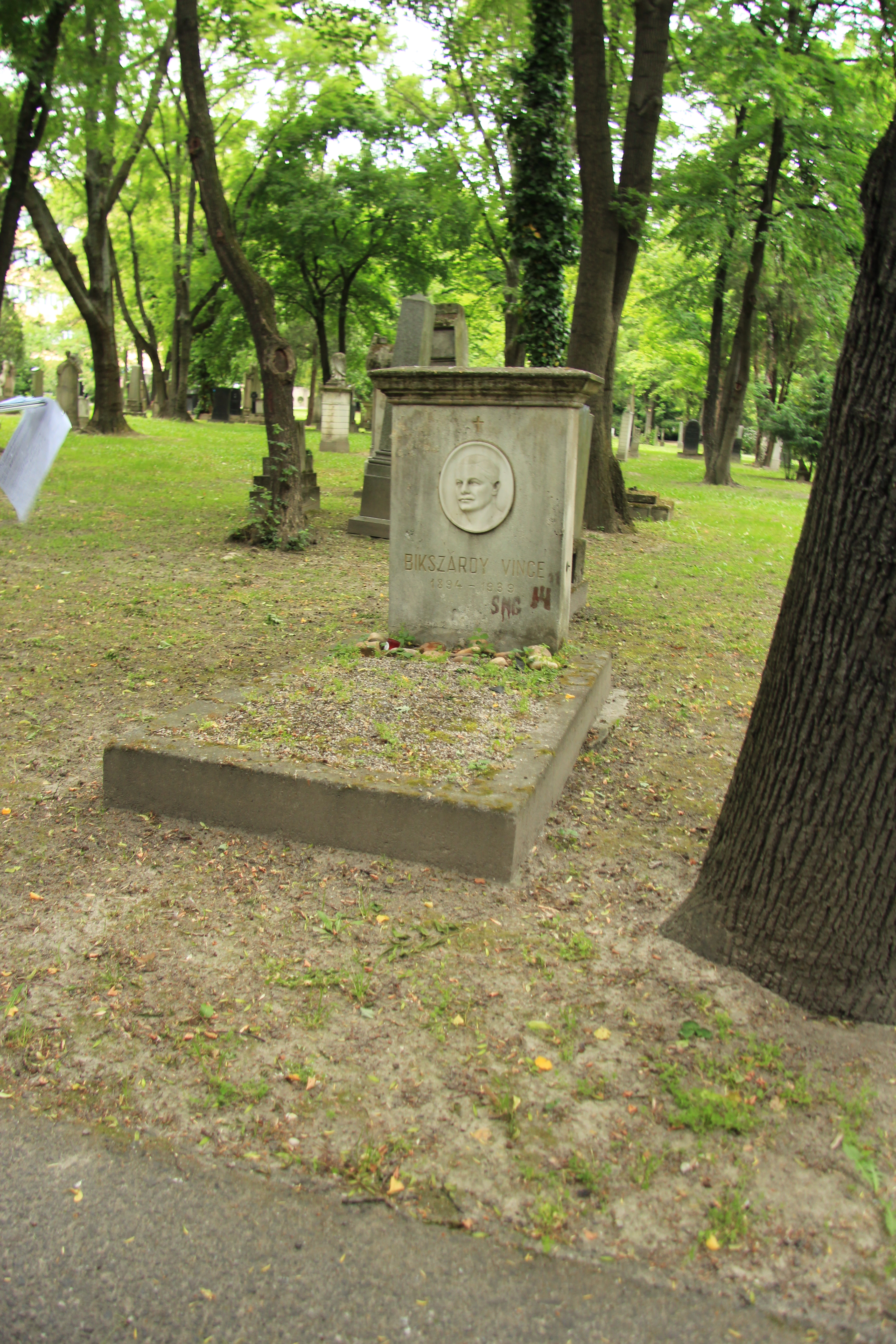
Bikszárdy Vince síremléke, Szent András temető, Pozsony

Bikszárdy Vince (Pozsony, 1894. június 2. – 1939. április 24.) a pozsonyi magyar munkásság vértanúja. 

## Élete
Négy középiskolai osztály elvégzése után 1913-ban a monarchia elit iskolájába, a tengerészeti kadétiskolába (katonatiszti iskola) vonult be.
A világháború alatt számos hősi csatában helytállt, bátorságát három magas kitüntetéssel jutalmazták. A Szent István csatahajó katasztrófájakor lélekjelenlétével mentette meg sok tengerészbajtársa életét.
Családja, barátai körében szívesen emlékezett vissza a tengerészetre, bizonyítva, hogy a magyar tengerész soha nem tagadja meg önmagát, ha a régi magyar tenger „megfogja a lelkét”. Civilként a kötelességtudás és a szaktudás jellemezte életét.
Az Atlon moziban operatőrként dolgozott, s az akkori Kutik utcában (ma Szabadság tér) lakott családjával. Az 1938-as községi választásokon a Magyar Párt listájának 3. helyén indult, s a munkások képviselőjeként választották meg.
A képviselőtestület azonban az ismert események folytán nem állt össze. Az első bécsi döntés (1938) után Bikszárdy azok közé tartozott, akik a legderekasabban vették ki részüket a magyar szervező és alkotómunkából.

### Halálának körülményei
Bikszárdy Vince a magyar fiatalok élén a kedvelt kirándulóhely, Vaskutacska felé tartott. Az akkori időkben létrehozott Hlinka-gárda, valamint a magyarok is úgy vélték, hogy az összetartozás és a közösségi szellem ápolására békés szándékú, önvédelmi demonstrálásra kell mozgósítani az amúgy is szétzilált magyarságot.
Az előzetesen bejelentett vasárnapi kivonulásnak közel kétezer résztvevőjét – a Vörös hidat elhagyva – két oldalról, s a magaslatokról is Hlinka-gárdisták fogták közre. A magyar csapat - mit sem sejtve - egyszerűen besétált a kelepcébe. Más ismert vezető személyiségek is ott voltak (például Peéry Rezső pozsonyi tanár, szerkesztő, a Sarló egyik vezetőségi tagja és irodalomkritikusa volt, majd 1948-ban Magyarországra költözött), de a hivatalos felszólításra Bikszárdy jelentkezett, hogy ő a vezető. Az egyenruhások elvezették. Az akkor 45 éves, életerős Bikszárdy további sorsa illetve elhalálozása máig tisztázatlan. A börtönben kiállított jelentés szerint ugyanis már másnap önkezével vetett véget életének (nyakkendővel akasztotta fel magát). A Magyar Párt szakértői csoportja a börtönjelentést kétségbe vonta, hiszen azt látták: az áldozat kezei össze voltak roncsolva, ezért csaknem bizonyos, hogy agyonverték. Bikszárdy Vince 1939. április 24-én hunyt el.
A pozsonyi parlamentben gróf Esterházy János képviselő nem kapott választ Bikszárdy rejtélyes halálával kapcsolatos interpellációjára. Temetésén a Szent András temetőben ezren vettek részt. A résztvevők szerint lovas rendőrök oszlatták szét a temetőn kívül rekedteket. Az elhunytat a Magyar Párt saját halottjának nyilvánította és felhívta híveit, hogy a gyász jeléül egy hétig tartózkodjanak minden vigasságtól. A gyászbeszédet Esterházy tartotta. A síremlék Bártfay Tibor apjának, Bártfay Gyulának munkája (a gondozatlan síremlék ma is megvan a temetőkápolna mögötti főút bal oldalán).